# Antym I
Antym I, gr. Άνθιμος Α', w polskich źródłach znany także jako Antymos I, Antymus I lub Antymiusz – monofizycki ekumeniczny patriarcha Konstantynopola od czerwca 535 do marca 536.

## Życiorys
Zanim objął urząd patriarchy był biskupem Trebizondy, słynącym z ascetycznego trybu życia. Został patriarchą 5 czerwca 535 r. dzięki wpływom cesarzowej Teodory, gorliwej wyznawczyni monofizytyzmu.
Ponieważ jego wybór na tron patriarszy był niezgodny z kanonami cerkiewnymi, a także ze względu na odstępstwo od ortodoksji, Antym został usunięty z urzędu przed 13 marca 536 r. Dokonał tego przebywający w Konstantynopolu papież Agapit I, obarczony przez króla Ostrogotów, Teodahada, misją złagodzenia niechętnej mu polityki cesarstwa. 
Po decyzji papieża cesarz Justynian I Wielki zawiesił patriarchę w urzędowaniu, pozostawiając jednak rozstrzygnięcie problemu synodowi biskupów. Pojawił się przy okazji problem powrotu byłego patriarchy na uprzednio zajmowane przez niego stanowisko biskupie. Nowy patriarcha Konstantynopola, św. Menas, zwołał 2 maja 536 r. synod, na którym wezwano Antyma do wyrzeczenia się monofizytyzmu. Na synodzie obecni byli, oprócz biskupów greckich, także biskupi łacińscy, z diakonem Pelagiuszem, przyszłym papieżem Pelagiuszem I na czele. Antym odmówił jednak podporządkowania się uchwałom synodu, w związku z czym został uroczyście ekskomunikowany wraz z kilkoma swoimi zwolennikami (m.in. Sewerem z Antiochii). Po zakończeniu synodu Antym został wypędzony z Konstantynopola, choć niektóre źródła twierdzą, iż skorzystał z oferty cesarzowej Teodory i spędził w jej włościach 12 lat, wiodąc surowe i ascetyczne życie.